# Fazni diagram
Fázni diagrám je grafična ponazoritev obstajanja različnih faz. Faza je v tem primeru definirana kot homogeni del (povsod enaka kemična sestava ter fizikalno-kemične lastnosti) heterogenega sistema, ki se da mehansko ločiti in ima fizikalne značilnosti. Faza je lahko sestavljena iz ene ali več komponent; lahko je element, spojina ali raztopina. Komponenta je lahko element ali spojina. Faza se lahko nahaja v plinastem, tekočem ali trdnem agregatnem stanju.
Primeri
Fazni diagram Al-Si: komponenti sta kemijska elementa Al in Si; faze so talina (tekoča raztopina), trdna raztopina na osnovi Al in trdna raztopina na osnovi Si.
Fazni diagram Fe-Fe3C: komponenti sta kemijska elementa Fe in C; faze so talina (tekoča raztopina), tri trdne raztopine alfa (ferit), gama (avstenit) in delta (delta-ferit) ter spojina Fe3C (cementit).
Fazni diagrami navadno ponazarjajo termodinamska ravnotežja. To je stanja z najmanjšo prosto energijo. Čeprav v nekem faznem diagramu obstaja veliko faz, je največje število faz, ki so lahko v ravnotežju, omejeno z Gibbsovim faznim pravilom:
F + S = K + 1
kjer je F število faz, S  število prostorski stopenj in K je število komponent. Zgled: v diagramu Fe-Fe3C je navzočih 5 faz, toda hkrati so lahko v ravnotežju največ tri. 
Glede na število komponent v faznen diagramu ločimo:
- enokomponentne sisteme (npr. za Fe, vodo - H2O), ki jih navadno podajamo v diagramih temperatura - tlak;
- dvokomponentne ali binarne sisteme (npr. Cu-Ni, H2O - C2H5OH, CaO-Si2), ki jih navadno ponazarjamo pri konstantnem tlaku, spremenljivki sta temperatura in delež ene komponente,
- trokomponentne ali ternarne sisteme. Prikazujemo jih lahko s prostorskimi modeli: sestava treh komponent - temperatura (tlak je konstanten). Navadno uporabljamo reze skozi prostorski model: horizontalni rez (pri konstantni temperaturi) ali vertikalni rez (pri konstanki koncetracije ene komponente ali konstantno razmerje dveh komponent.

Seveda obstajajo še diagrami z več komponentami, vendar jih je težko grafično predstaviti.
Na področju materialov in metalurgije so najpomembnejši binarni fazni diagrami:
- fazni diagram s popolno topnostjo v tekočem in trdnem stanju
- evtektični fazni diagram
- peritektični fazni diagram
- monotektični fazni diagram
- fazni diagram Fe-Fe3C
- fazni diagram Fe-grafit